# Grand Prix Formule 1 van Amerika
De Grand Prix van Amerika is een race uit de Formule 1-kalender die voor de eerste keer zou worden verreden op 16 juni 2013.
 Deze race werd eerder bevestigd op 25 oktober 2011. Hiermee ging een langverwachte wens van Formule 1-baas Bernie Ecclestone in vervulling: een Formule 1-race met de skyline van Manhattan op de achtergrond. De race zou in juni worden verreden terwijl de Grand Prix van de Verenigde Staten in november wordt verreden.
Op 19 oktober 2012 werd bekend dat de Grand Prix van Amerika in 2013 werd afgelast, omdat Ecclestone geen vertrouwen had in de organisatie dat het circuit op tijd klaar zou zijn. 
De race stond vervolgens gepland voor een debuut op 1 juni 2014. Echter, bij het verschijnen van de voorlopige kalender van 2014 op 5 september 2013 werd de Grand Prix van Amerika niet opgenomen, maar op de definitieve kalender gepubliceerd op 27 september stond de race wel op de kalender. Op 4 december, de dag van de bekendmaking van de definitieve kalender van 2014, maakte Ecclestone bekend dat de race wordt uitgesteld naar 2015. Op 23 december maakte Eccelstone bekend dat een ander groep welkom is om de Grand Prix te organiseren.

Op 24 juli 2014 werd bekend dat de race niet eerder zal worden gehouden dan 2016.
De Amerikaanse Grand Prix zou verreden worden op het Port Imperial Street Circuit maar is uiteindelijk nooit van de grond gekomen.
Grand Prix Formule 1 van de Verenigde Staten: 1908 · 1910 · 1911 · 1912 · 1914 · 1915 · 1916 · 1959 · 1960 · 1961 · 1962 · 1963 · 1964 · 1965 · 1966 · 1967 · 1968 · 1969 · 1970 · 1971 · 1972 · 1973 · 1974 · 1975 · 1976 · 1977 · 1978 · 1979 · 1980 · 1989 · 1990 · 1991 · 2000 · 2001 · 2002 · 2003 · 2004 · 2005 · 2006 · 2007 · 2012 · 2013 · 2014 · 2015 · 2016 · 2017 · 2018 · 2019 · 2021 · 2022 · 2023 · 2024 · 2025 · 2026

Indianapolis 500: 1950 · 1951 · 1952 · 1953 · 1954 · 1955 · 1956 · 1957 · 1958 · 1959 · 1960

Grand Prix Formule 1 van de Verenigde Staten West: 1976 · 1977 · 1978 · 1979 · 1980 · 1981 · 1982 · 1983

Grand Prix Formule 1 van Las Vegas: 1981 · 1982 · 2023 · 2024 · 2025

Grand Prix Formule 1 van de Verenigde Staten Oost: 1982 · 1983 · 1984 · 1985 · 1986 · 1987 · 1988

Grand Prix Formule 1 van Dallas: 1984

Grand Prix Formule 1 van Miami: 2022 · 2023 · 2024 · 2025 · 2026 · 2027 · 2028 · 2029 · 2030 · 2031